# Lake Township (comté de Buchanan, Missouri)
Lake Township est un township du comté de Buchanan dans le Missouri, aux États-Unis,. En 2000, sa population s'élève à 49 habitants. Il est baptisé en référence au lac Contrary.

## Source de la traduction
- (en) Cet article est partiellement ou en totalité issu de l’article de Wikipédia en anglais intitulé « Lake Township, Buchanan County, Missouri » (voir la liste des auteurs).